# Long Beach Airport
Long Beach Airport (IATA: LGB, ICAO: KLGB) is een luchthaven in de Amerikaanse stad Long Beach. De luchthaven ligt op ongeveer 3 km ten noorden van het centrum van Long Beach en ongeveer 35 km ten zuidwesten van Los Angeles International Airport. De luchthaven is in 1924 geopend en word door algemene en civiele luchtvaart gebruikt. De luchthaven verwerkte in 2024 4.148.080 passagiers.
De locatie van de luchthaven zorgt voor erg strenge geluidsregels. Om de overlast van de omliggende steden tegen te gaan, mag er dagelijks 58 keer op de luchthaven gevlogen worden. Deze regel geldt niet voor algemene luchtvaart en helikoptervluchten.
De luchthaven heeft één terminal met elf gates. 

## Geschiedenis

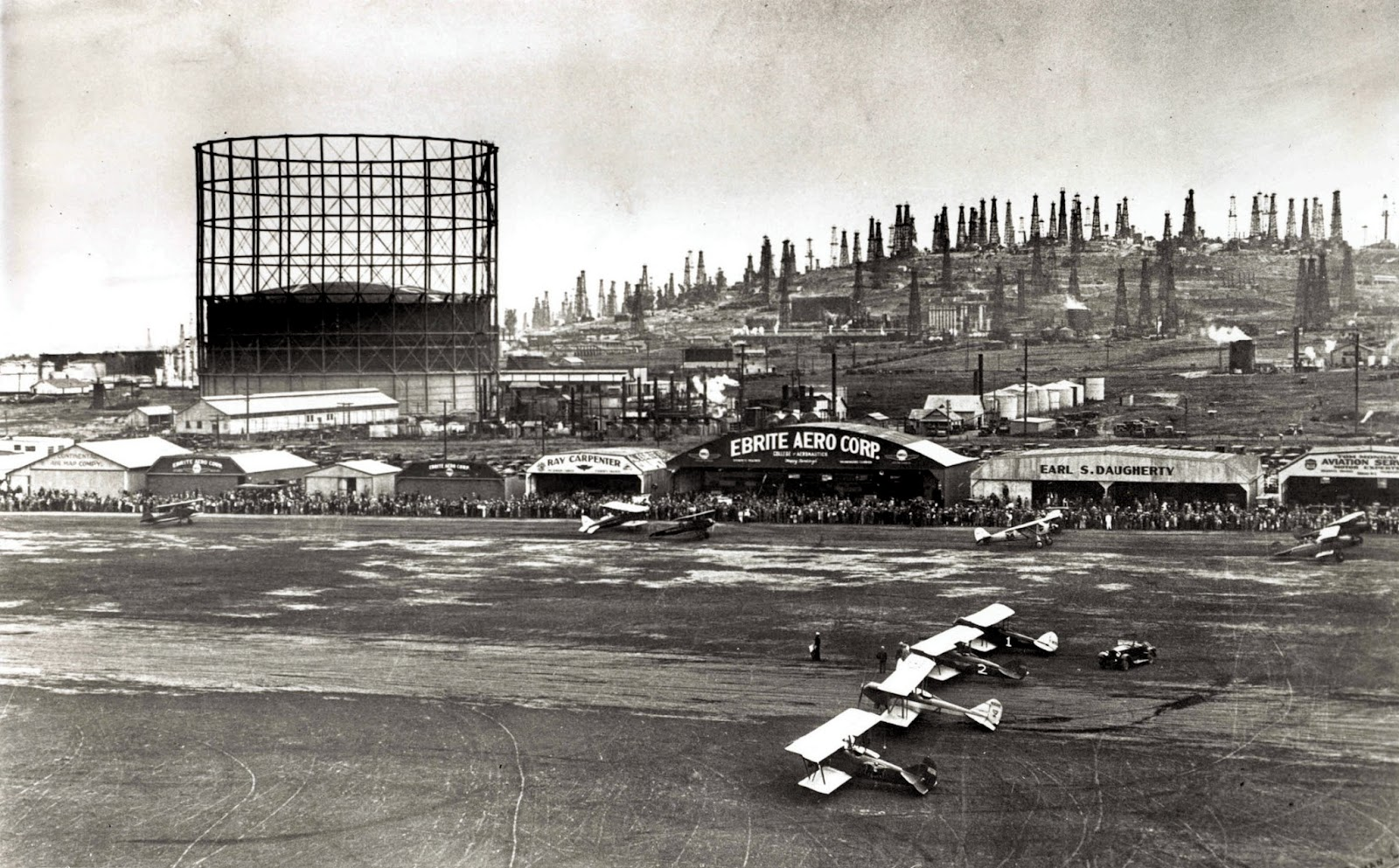
De luchthaven in de jaren 20

Sinds begin de twintigste eeuw werd het strand van Long Beach gebruikt als landingsplek voor luchtballonen, en later vliegtuigen. In 1911 landde Calbraith Rodgers in Long Beach na de eerste transcontinentale vlucht te hebben voltooid. In 1919 kocht stuntpiloot Earl S. Daugherty een lap grond van 8 hectare en bouwde hier een vliegschool. Een van zijn studenten was Amelia Earhart.
In 1921 werd er olie in de omgeving ontdekt, waardoor het bestuur van Long Beach besloot om de vliegschool van Daugherty uit te bouwen tot een volwaardig vliegveld. Het stadsbestuur stelde hiervoor 150 hectare ter beschikking en bouwde faciliteiten als een verkeerstoren, verharde landingsbanen en een administratiegebouw. In 1928 werd de Naval Reserve Air Base Long Beach geopend. De U.S. Navy kon voor $1 per jaar gebruik maken van het vliegveld. De marine bouwde een vliegschool en hangar om reservepersoneel op te leiden. Ook werd er in 1928 verlichting bij de landingsbanen geïnstalleerd.
In 1936 werd de verkeerstoren in gebruik genomen. In 1939 werd er voor $150.000 103 hectare gekocht, waardoor het vliegveld kon uitbreiden.  

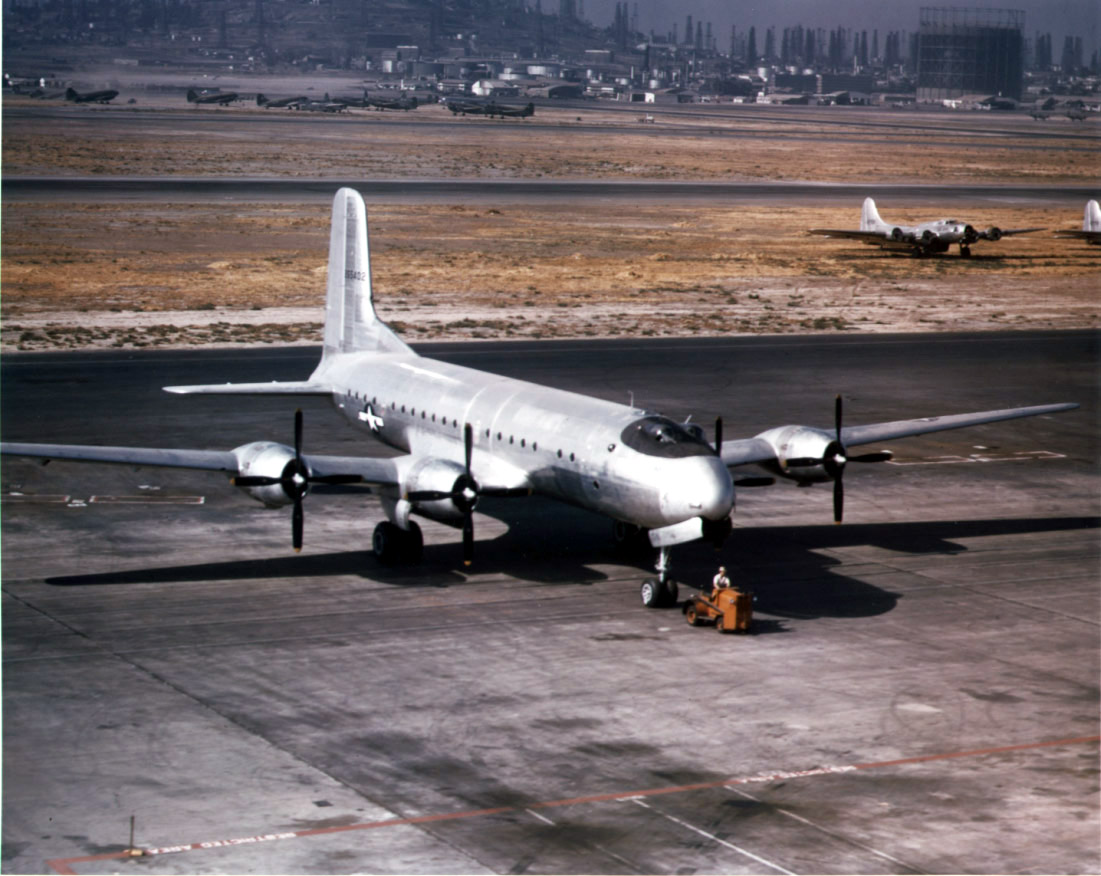
Douglas C-74 Globemaster op de luchthaven van Long Beach. Op de achtergrond is een B-17 Flying Fortress te zien.

In 1941 werd de nieuwe terminal opgeleverd, de opening daarvan vond pas een jaar later pas vanwege de oorlog. Ook opende Douglas Aircraft Company een fabriek op de luchthaven. Gedurende de Tweede Wereldoorlog bouwde het United States Army Air Corps een trainingsfaciliteit op de luchthaven. De marine wilde de basis uitbreiden, maar vanwege het extreem hoge risico (twee legerbases en de Douglasfabriek) begon het stadsbestuur dwars te liggen. 
De marine was er helemaal klaar mee en kocht een lap grond in een nabijgelegen plek. De marine droeg na vertrek van Long Beach alle faciliteiten over aan het Army Air Corps, maar bleef de luchthaven nog wel gebruiken voor uiterste nood. Het Army Air Corps vestigde het 1736th Ferrying Squadron op de luchthaven, die nieuwe gevechtsvliegtuigen naar het front bracht. De Douglasfabriek in Long Beach produceerde tijdens de Tweede Wereldoorlog maar liefst 9.441 vliegtuigen van vijf types, namelijk de: C-47 Skytrain, B-17 Flying Fortress, A-26 Invader, A-20 Havoc en C-74 Globemaster

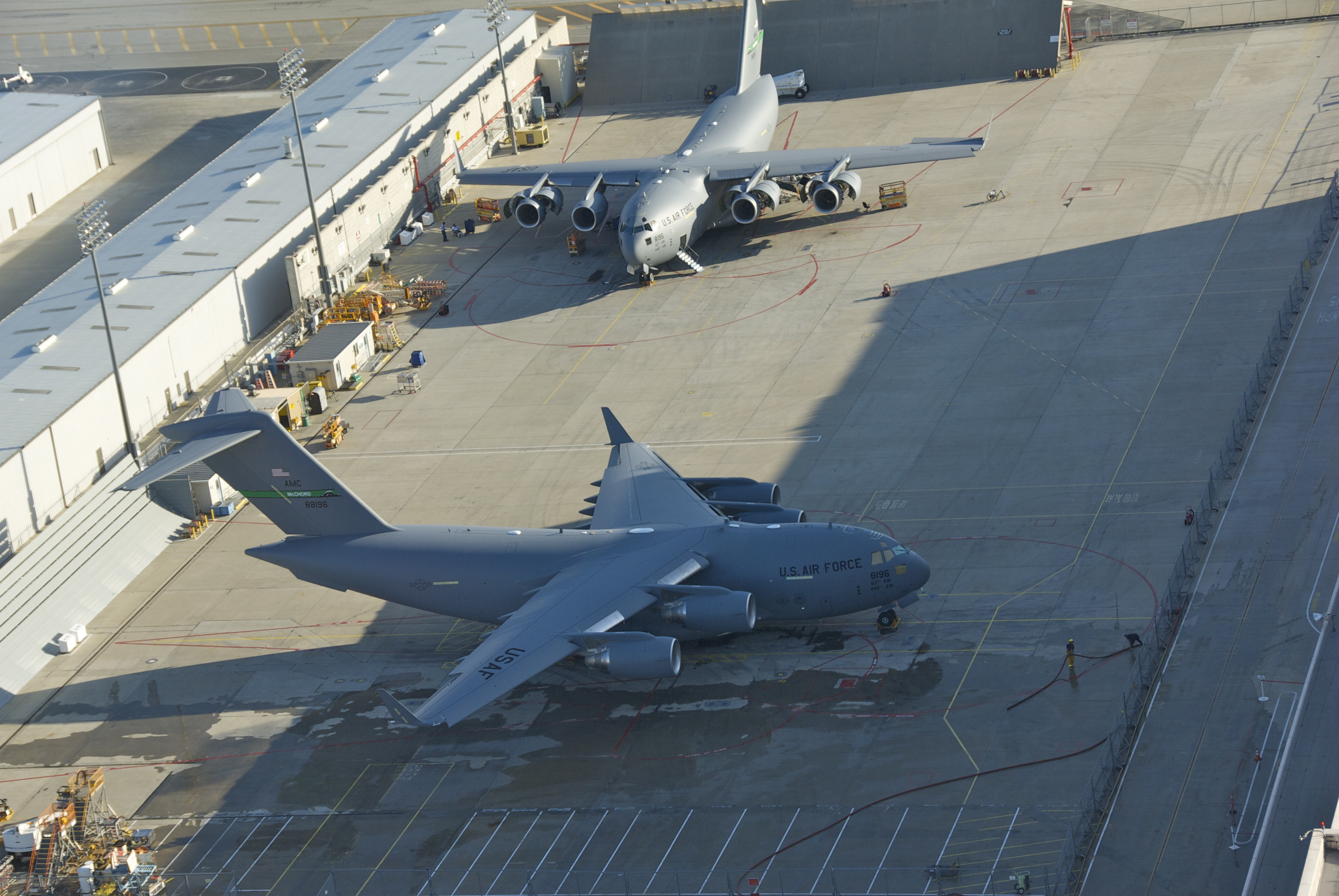
C-17's op de luchthaven

In de jaren 50 werd er alleen non stop naar Los Angeles, San Diego en Santa Catalina Island. Eind de jaren 50 begon Douglas de DC-8 in Long Beach te bouwen. Begin de jaren 60 kwam er een directe route naar San Francisco. Vanaf 1968 werd de luchthaven voor het eerst door straalvliegtuigen aangedaan en werden er routes naar Las Vegas en Oakland geopend. In 1970 steeg de eerste Douglas DC-10 vanaf de luchthaven op. McDonnell Douglas bouwde 386 toestellen in Long Beach. De opvolger van het toestel, de McDonnell Douglas MD-11 werd ook in Long Beach gebouwd. 
Tussen 1991 en 2015 bouwde Boeing de C-17 Globemaster III in Long Beach. In 2012 werd de nieuwe terminal geopend. 

## Faciliteiten

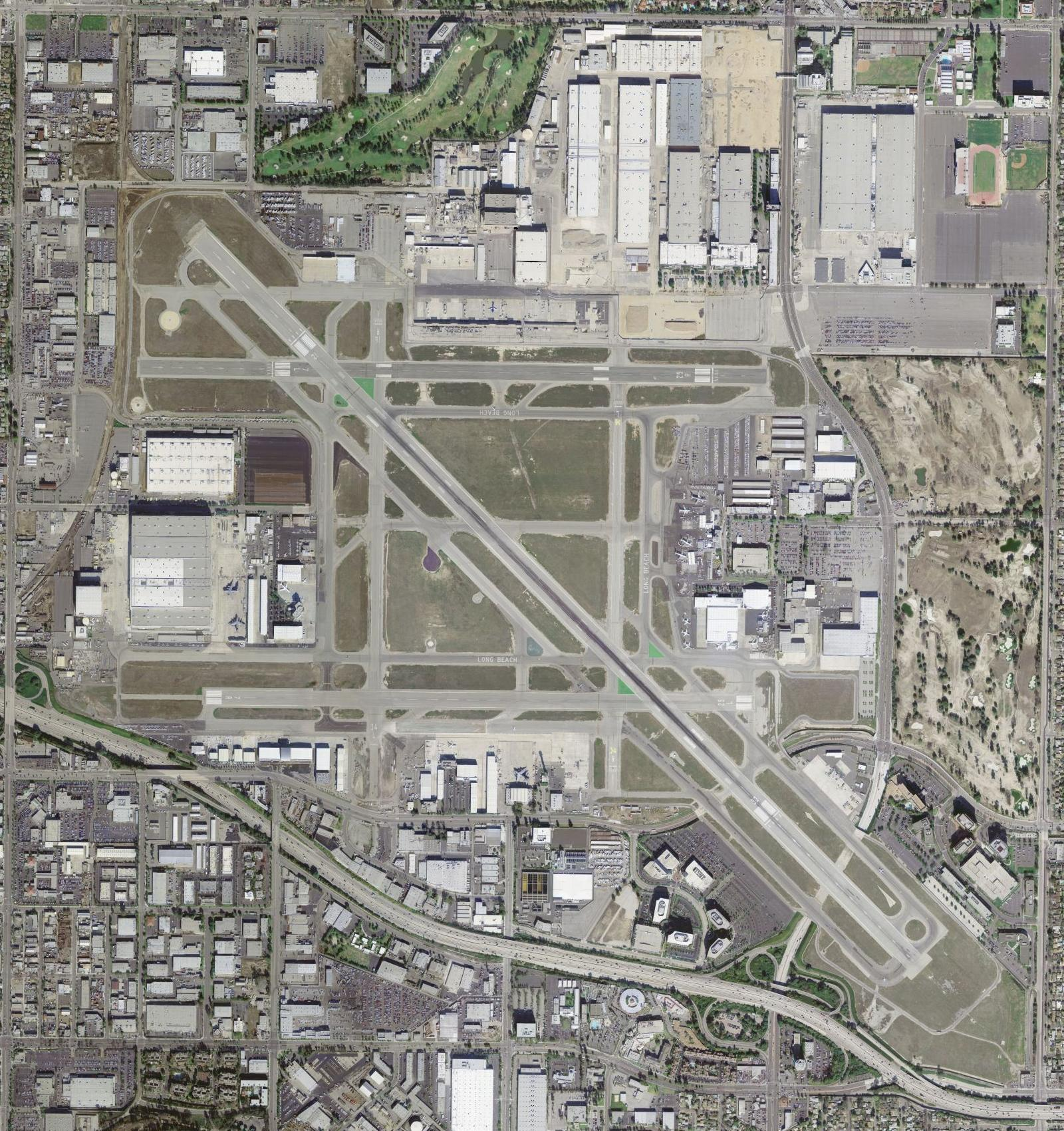
Luchtfoto van het vliegveld

### Landingsbanen
De luchthaven is 472 hectare groot en telt drie landingsbanen:
- 12/30: 3048 x 61 m
- 08L/26R: 1887 x 46 m
- 08R/26L: 1997 x 30 m

Tot 2016 waren er ook nog een vierde en vijfde baan (16L/34R en 16R/34L). Deze banen waren sinds 2011 niet meer in gebruik en zijn eind 2016 gesloopt als onderdeel van de modernisering van de luchthaven. Daarnaast heeft de luchthaven vier helipads.

### Terminal
De luchthaven heeft een terminal met elf gates. De originele terminal uit 1941 is niet meer in gebruik en is in 2012 vervangen door twee nieuwe gebouwen. De twee gebouwen huisvesten de bagage afhandel en douane. Verder heeft de luchthaven meerdere restaurants en passagiers mogen ook in de open lucht wachten op hun vlucht.

## Bestemmingen
De luchthaven wordt alleen voor binnenlandse vluchten gebruikt en heeft 22 bestemmingen. Er komen drie luchtvaartmaatschappijen op de luchthaven. Southwest Airlines is de grootste gebruiker van de luchthaven. Tot 2020 had JetBlue Airways een groot aantal vluchten vanaf de luchthaven, maar heeft zijn activiteiten naar Los Angeles International Airport verplaatst.
| Luchtvaartmaatschappij | Bestemming |
| ---------------------- | --- |
| Delta Air Lines        | Salt Lake City |
| Hawaiian Airlines      | Honolulu en Kahului |
| Southwest Airlines     | Albuquerque, Austin, Baltimore (vanaf 5 juni 2025), Chicago Midway, Dallas Love, Denver, El Paso, Honolulu, Houston, Kansas City, Las Vegas, Nashville, Oakland, Phoenix, Reno, Sacramento, Salt Lake City, San Jose en Saint Louis. Seizoen: Kahului, Orlando, New Orleans |